# Гурен
Гурен (фр. Gourin) је насељено место у Француској у региону Бретања, у департману Морбијан.
По подацима из 2011. године у општини је живело 4076 становника, а густина насељености је износила 54,55 становника/km².

## Демографија
| 1962. | 1968. | 1975. | 1982. | 1990. | 2011. |
| ----- | ----- | ----- | ----- | ----- | ----- |
| 5.195 | 5.128 | 5.199 | 4.925 | 4.734 | 4.076 |